# Плезант Хил (Мисури)
Плезант Хил (енгл. Pleasant Hill) град је у америчкој савезној држави Мисури.

## Демографија
По попису из 2010. године број становника је 8.113, што је 2.531 (45,3%) становника више него 2000. године.
| Група             | 2000.         | 2010.         |
| Белци             | 5.399 (96,7%) | 7.566 (93,3%) |
| Афроамериканци    | 12 (0,2%)     | 57 (0,7%)     |
| Азијати           | 21 (0,4%)     | 43 (0,5%)     |
| Хиспаноамериканци | 88 (1,6%)     | 298 (3,7%)    |
| Укупно            | 5.582         | 8.113         |